# Министр иностранных дел Франции
Министр иностранных дел (фр. Ministre des Affaires étrangères) в Правительстве Франции является членом кабинета, ответственным за отношения Французской Республики с зарубежными странами. 
В подчинении министра находятся министр-делегат по европейским делам, министр-делегат по делам развития и министр-делегат по делам французских граждан за рубежом и франкофонии.
Министерство иностранных дел (фр. Ministère des Affaires étrangères) расположено на набережной Кэ д'Орсэ (Quai d’Orsay) в Париже. Кэ д’Орсэ часто используется как синоним министерства иностранных дел Франции. Часть центрального аппарата Министерства расположена в Нанте.

## История

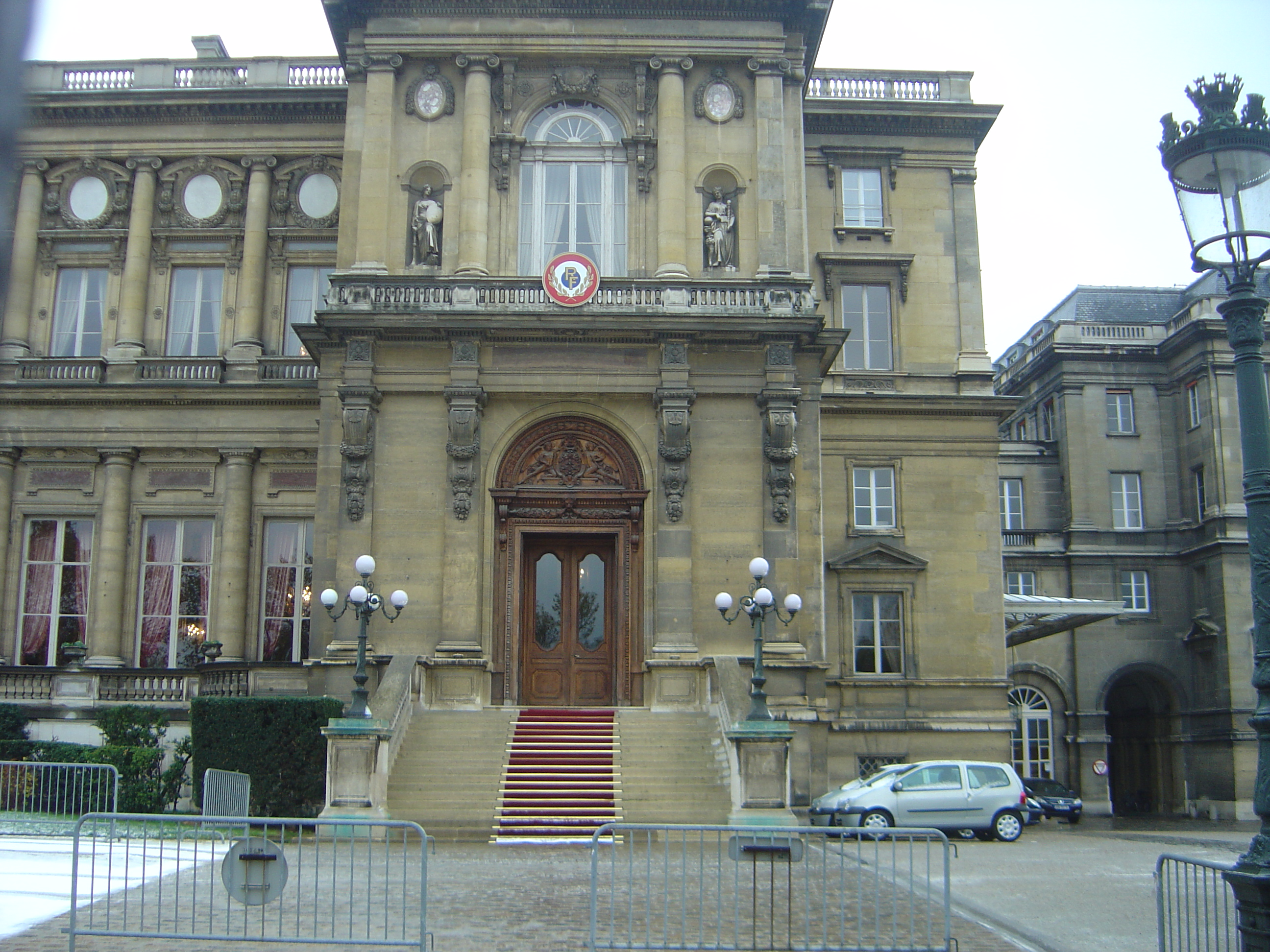
Здание Министерства иностранных Франции на набережной Кэ д’Орсе

В 1589 году четыре французских государственных секретариата, которые специализировались на отдельных направлениях внешней политики, были объединены, и был назначен Государственный секретарь по иностранным делам.
Должность Государственного секретаря по иностранным делам была преобразована в должность министра иностранных дел в 1791 году. Все министерские посты были упразднены в 1794 в соответствии с решением Национального Конвента и восстановлены Директорией (в период Директории должность называлась «Министр внешних сношений»). Наполеон Бонапарт восстановил название должность «Министр иностранных дел».
В течение краткого периода в 1980-х пост был повторно переименован в «министр внешних сношений».
С 2007 года по 2012 год к названию должности были добавлены слова «и европейских». В 2012 году вернули старое название, однако в 2017 году опять добавили «и европейских».

## Задачи Министерства
- Информирование Президента и премьер-министра Франции о международной обстановке и ситуации в других странах.
- Разработка стратегии внешней политики Франции.
- Осуществление и координация международных отношений Французской Республики.
- Защита интересов французских граждан за рубежом.

## Список Министров иностранных дел Франции с 1589 года по нынешний день

### Государственные секретари (1589—1723)
| Министр                                           | Начало деятельности | Окончание деятельности |
| ------------------------------------------------- | ------------------- | ---------------------- |
| Луи де Револь                                     | 1 января 1589       | 17 сентября 1594       |
| Никола де Нёвиль, сеньор де Вильруа               | 30 декабря 1594     | 9 августа 1616         |
| Арман-Жан дю Плесси де Ришельё, епископ Люсонский | 30 ноября 1616      | 24 апреля 1617         |
| Пьер Брюлар, виконт де Пюзьё                      | 24 апреля 1617      | 11 марта 1626          |
| Раймон Филипо, сеньор д’Эрбо                      | 11 марта 1626       | 2 мая 1629             |
| Клод Бутийе                                       | 2 мая 1629          | 18 марта 1632          |
| Леон Бутийе, граф де Шавиньи                      | 18 марта 1632       | 23 июня 1643           |
| Анри-Огюст де Ломени, граф де Бриенн              | 23 июня 1643        | 3 апреля 1663          |
| Юг де Лионн, маркиз де Френ                       | 3 апреля 1663       | 1 сентября 1671        |
| Симон Арно, маркиз де Помпонн                     | 1 сентября 1671     | 18 ноября 1679         |
| Шарль Кольбер, маркиз де Круасси                  | 12 февраля 1680     | 28 июля 1696           |
| Жан-Батист Кольбер, маркиз де Торси               | 28 июля 1696        | 22 сентября 1715       |
| Никола-Шалон дю Бле, маркиз д'Юксель              | 23 сентября 1715    | 1 сентября 1718        |
| Гийом Дюбуа                                       | 24 сентября 1718    | 10 августа 1723        |

### Государственные секретари по иностранным делам (1723—1791)
| Министр                                                         | Начало деятельности | Окончание деятельности |
| --------------------------------------------------------------- | ------------------- | ---------------------- |
| Шарль-Жан-Батист Флёрьо, граф де Морвиль                        | 16 августа 1723     | 19 августа 1727        |
| Жермен Луи Шовлен                                               | 23 августа 1727     | 20 февраля 1737        |
| Жан-Жак Амело де Шайю                                           | 22 февраля 1737     | 26 апреля 1744         |
| Адриен-Морис, герцог де Ноай                                    | 26 апреля 1744      | 19 ноября 1744         |
| Рене де Вуайе де Польми, маркиз д'Аржансон                      | 19 ноября 1744      | 10 января 1747         |
| Луи Филожен Брюлар, маркиз де Пюизьё                            | 27 января 1747      | 9 сентября 1751        |
| Франсуа Доминик де Барбери де Сен-Конте                         | 11 сентября 1751    | 24 июля 1754           |
| Антуан Луи Руйе, граф де Жуи                                    | 24 июля 1754        | 28 июня 1757           |
| Франсуа Жоакен де Пьер де Берни                                 | 28 июня 1757        | 9 октября 1758         |
| герцог Этьен Франсуа де Шуазёль                                 | 3 декабря 1758      | 13 октября 1761        |
| Сезар Габриэль де Шуазель-Шевинье, герцог де Прален             | 13 октября 1761     | 10 апреля 1766         |
| герцог Этьен Франсуа де Шуазёль                                 | 10 апреля 1766      | 24 декабря 1770        |
| Луи Фелипо, герцог де Ла Врийер                                 | 24 декабря 1770     | 6 июня 1771            |
| Эманюэль Арман де Виньеро дю Плесси де Ришельё, герцог д’Эгийон | 6 июня 1771         | 2 июня 1774            |
| Анри Леонар Жан Батист Бертен                                   | 2 июня 1774         | 21 июля 1774           |
| Шарль Гравье, граф де Верженн                                   | 21 июля 1774        | 13 февраля 1787        |
| Арман Марк, граф де Монморен Сент-Эран                          | 14 февраля 1787     | 13 июля 1789           |
| Поль Франсуа де Келан, граф де ля Вогийон                       | 13 июля 1789        | 16 июля 1789           |
| Арман Марк, граф де Монморен Сент-Эран                          | 16 июля 1789        | 29 ноября 1791         |

### Министры иностранных дел с 1791 года
| Министр                                             | Начало деятельности | Окончание деятельности |
| --------------------------------------------------- | ------------------- | ---------------------- |
| Клод Антуан Вальдек де Лессар                       | 29 ноября 1791      | 15 марта 1792          |
| Шарль Дюмурье                                       | 15 марта 1792       | 13 июня 1792           |
| Пьер Поль де Мередьё, барон де Нейак                | 13 июня 1792        | 18 июня 1792           |
| Сипион Виктор, маркиз де Шамбона                    | 18 июня 1792        | 23 июля 1792           |
| Франсуа Жозеф де Грате, виконт Дюбошаж              | 23 июля 1792        | 1 августа 1792         |
| Клод Биго де Сент-Круа                              | 1 августа 1792      | 10 августа 1792        |
| Пьер Анри Элен Мари Лебрен-Тондю                    | 10 августа 1792     | 21 июня 1793           |
| Франсуа Луи Мишель Шемен Дефорг                     | 21 июня 1793        | 2 апреля 1794          |
| Жан Мари Клод Александр Гужон                       | 5 апреля 1794       | 8 апреля 1794          |
| Марсьяль Жозеф Арман Эрман                          | 8 апреля 1794       | 20 апреля 1794         |
| Мио де Мелито, Андре-Франсуа                        | 20 апреля 1794      | 3 ноября 1795          |
| Шарль Делакруа                                      | 3 ноября 1795       | 15 июля 1797           |
| Шарль Морис де Талейран-Перигор                     | 15 июля 1797        | 20 июля 1799           |
| Карл Рейнар                                         | 20 июля 1799        | 22 ноября 1799         |
| Шарль Морис де Талейран-Перигор, князь Беневентский | 22 ноября 1799      | 9 августа 1807         |
| Жан-Батист Номпер де Шампаньи, герцог де Кадор      | 9 августа 1807      | 17 апреля 1811         |
| Юг Бернар Маре, герцог де Бассано                   | 17 апреля 1811      | 20 ноября 1813         |
| Арман Огюстен Луи Коленкур, герцог де Виченца       | 20 ноября 1813      | 1 апреля 1814          |
| Антуан Рене Шарль Матюрен, граф де Лафорест         | 3 апреля 1814       | 13 мая 1814            |
| Шарль Морис де Талейран-Перигор, князь Беневентский | 13 мая 1814         | 20 марта 1815          |
| Арман Огюстен Луи Коленкур, герцог де Виченца       | 20 марта 1815       | 22 июня 1815           |
| барон Луи Биньон                                    | 22 июня 1815        | 7 июля 1815            |
| Шарль Морис де Талейран-Перигор, князь Беневентский | 9 июля 1815         | 26 сентября 1815       |
| герцог Арман Эммануэль дю Плесси де Ришельё         | 26 сентября 1815    | 29 декабря 1818        |
| Жан Жозеф Поль Агустен, маркиз Дессоль              | 29 декабря 1818     | 19 ноября 1819         |
| Этьенн Дени, барон Паскье                           | 19 ноября 1819      | 14 декабря 1821        |
| Матьё-Жан-Фелисите, герцог де Монморанси-Лаваль     | 14 декабря 1821     | 28 декабря 1822        |
| виконт Франсуа Рене де Шатобриан                    | 28 декабря 1822     | 4 августа 1824         |
| Анж Иасент Максанс, барон де Дамас                  | 4 августа 1824      | 4 января 1828          |
| Огюст Феррон де Ла Ферроне                          | 4 января 1828       | 24 апреля 1829         |
| герцог Анн-Пьер-Адриен де Монморанси-Лаваль         | 24 апреля 1829      | 14 мая 1829            |
| граф Жозеф Мари Порталис                            | 14 мая 1829         | 8 августа 1829         |
| князь Жюль де Полиньяк                              | 8 августа 1829      | 29 июля 1830           |
| Виктор Луи Виктурньен, герцог де Мортемар           | 29 июля 1830        | 29 июля 1830           |
| барон Луи Биньон                                    | 31 июля 1830        | 1 августа 1830         |
| граф Жан-Батист Журдан                              | 1 августа 1830      | 11 августа 1830        |
| граф Луи-Матьё Моле                                 | 11 августа 1830     | 2 ноября 1830          |
| маркиз Николя Жозеф Мезон                           | 2 ноября 1830       | 17 ноября 1830         |
| барон Орас Себастьяни                               | 17 ноября 1830      | 11 октября 1832        |
| герцог Виктор де Брольи                             | 11 октября 1832     | 4 апреля 1834          |
| граф Анри де Риньи                                  | 4 апреля 1834       | 10 ноября 1834         |
| граф Шарль-Жозеф Брессон                            | 10 ноября 1834      | 18 ноября 1834         |
| граф Анри де Риньи                                  | 18 ноября 1834      | 12 марта 1835          |
| герцог Виктор де Брольи                             | 12 марта 1835       | 22 февраля 1836        |
| Адольф Тьер                                         | 22 февраля 1836     | 6 сентября 1836        |
| граф Луи-Матьё Моле                                 | 6 сентября 1836     | 31 марта 1839          |
| Наполеон Огюст Ланн, герцог Монтебелло              | 31 марта 1839       | 12 мая 1839            |
| Никола Жан де Дьё Сульт, герцог Далматский          | 12 мая 1839         | 1 марта 1840           |
| Адольф Тьер                                         | 1 марта 1840        | 29 октября 1840        |
| Франсуа Гизо                                        | 29 октября 1840     | 23 февраля 1848        |
| Альфонс де Ламартин                                 | 24 февраля 1848     | 11 мая 1848            |
| Жюль Бастид                                         | 11 мая 1848         | 29 июня 1848           |
| Мари-Альфонс Бедо                                   | 29 июня 1848        | 17 июля 1848           |
| Жюль Бастид                                         | 17 июля 1848        | 20 декабря 1848        |
| Эдуар Друин де Люйс                                 | 20 декабря 1848     | 2 июня 1849            |
| Алексис де Токвиль                                  | 2 июня 1849         | 31 октября 1849        |
| Альфонс де Рейнваль                                 | 31 октября 1849     | 17 ноября 1849         |
| виконт Жан-Эрнест Дюко де Лаитт                     | 17 ноября 1849      | 9 января 1851          |
| Эдуар Друин де Люйс                                 | 9 января 1851       | 24 января 1851         |
| барон Анатоль Бренье де Ренодьер                    | 24 января 1851      | 10 апреля 1851         |
| Жюль Барош                                          | 10 апреля 1851      | 26 октября 1851        |
| маркиз Луи Феликс Этьен де Тюрго                    | 26 октября 1851     | 28 июля 1852           |
| Эдуар Друин де Люйс                                 | 28 июля 1852        | 7 мая 1855             |
| Александр Колонна, граф Валевски                    | 7 мая 1855          | 4 января 1860          |
| Жюль Барош                                          | 4 января 1860       | 24 января 1860         |
| Эдуар Тувнель                                       | 24 января 1860      | 15 октября 1862        |
| Эдуар Друин де Люйс                                 | 15 октября 1862     | 1 сентября 1866        |
| маркиз Шарль де Лавалетт                            | 1 сентября 1866     | 2 октября 1866         |
| маркиз Лионель де Мутье                             | 2 октября 1866      | 17 декабря 1868        |
| маркиз Шарль де Лавалетт                            | 17 декабря 1868     | 17 июля 1869           |
| принц Анри де ла Тур д’Овернь                       | 17 июля 1869        | 2 января 1870          |
| граф Наполеон Дарю                                  | 2 января 1870       | 14 апреля 1870         |
| Эмиль Оливье                                        | 14 апреля 1870      | 15 мая 1870            |
| герцог Аженор де Грамон                             | 15 мая 1870         | 10 августа 1870        |
| принц Анри де ла Тур д’Овернь                       | 10 августа 1870     | 4 сентября 1870        |
| Жюль Фавр                                           | 4 сентября 1870     | 2 августа 1871         |
| граф Шарль де Ремюза                                | 2 августа 1871      | 25 мая 1873            |
| герцог Альбер де Брольи                             | 25 мая 1873         | 26 ноября 1873         |
| герцог Луи Деказ                                    | 29 ноября 1873      | 23 ноября 1877         |
| маркиз Гастон-Робер де Банвиль                      | 23 ноября 1877      | 13 декабря 1877        |
| Уильям Генри Ваддингтон                             | 13 декабря 1877     | 28 декабря 1879        |
| Шарль де Фрейсине                                   | 28 декабря 1879     | 23 сентября 1880       |
| Жюль Бартелеми-Сент-Илер                            | 23 сентября 1880    | 14 ноября 1881         |
| Леон Гамбетта                                       | 14 ноября 1881      | 30 января 1882         |
| Шарль де Фрейсине                                   | 30 января 1882      | 7 августа 1882         |
| Шарль Дюклерк                                       | 7 августа 1882      | 29 января 1883         |
| Арман Фальер                                        | 29 января 1883      | 21 февраля 1883        |
| Поль-Арман Шальмель-Лакур                           | 21 февраля 1883     | 20 ноября 1883         |
| Жюль Ферри                                          | 20 ноября 1883      | 6 апреля 1885          |
| Шарль де Фрейсине                                   | 6 апреля 1885       | 11 декабря 1886        |
| Эмиль Флуранс                                       | 11 декабря 1886     | 3 апреля 1888          |
| Рене Гобле                                          | 3 апреля 1888       | 22 февраля 1889        |
| Эжен Шпюллер                                        | 22 февраля 1889     | 17 марта 1890          |
| Александр Рибо                                      | 17 марта 1890       | 11 января 1893         |
| Жюль Девель                                         | 11 января 1893      | 3 декабря 1893         |
| Жан Казимир-Перье                                   | 3 декабря 1893      | 30 мая 1894            |
| Габриэль Аното                                      | 30 мая 1894         | 1 ноября 1895          |
| Марселен Бертло                                     | 1 ноября 1895       | 28 марта 1896          |
| Леон Буржуа                                         | 28 марта 1896       | 29 апреля 1896         |
| Габриэль Аното                                      | 29 апреля 1896      | 28 июня 1898           |
| Теофиль Делькассе                                   | 28 июня 1898        | 6 июня 1905            |
| Морис Рувье                                         | 6 июня 1905         | 13 марта 1906          |
| Леон Буржуа                                         | 14 марта 1906       | 25 октября 1906        |
| Стефан Пишон                                        | 25 октября 1906     | 2 марта 1911           |
| Жан Крюппи                                          | 2 марта 1911        | 27 июня 1911           |
| Жюстен де Сельв                                     | 27 июня 1911        | 9 января 1912          |
| Раймон Пуанкаре                                     | 14 января 1912      | 22 января 1913         |
| Шарль Жоннар                                        | 22 января 1913      | 22 марта 1913          |
| Стефан Пишон                                        | 22 марта 1913       | 9 декабря 1913         |
| Гастон Думерг                                       | 9 декабря 1913      | 9 июня 1914            |
| Леон Буржуа                                         | 9 июня 1914         | 13 июня 1914           |
| Рене Вивиани                                        | 13 июня 1914        | 3 августа 1914         |
| Гастон Думерг                                       | 3 августа 1914      | 26 августа 1914        |
| Теофиль Делькассе                                   | 26 августа 1914     | 13 октября 1915        |
| Рене Вивиани                                        | 13 октября 1915     | 29 октября 1915        |
| Аристид Бриан                                       | 29 октября 1915     | 20 марта 1917          |
| Александр Рибо                                      | 20 марта 1917       | 23 октября 1917        |
| Луи Барту                                           | 23 октября 1917     | 16 ноября 1917         |
| Стефан Пишон                                        | 16 ноября 1917      | 20 января 1920         |
| Александр Мильеран                                  | 20 января 1920      | 24 сентября 1920       |
| Жорж Лейг                                           | 24 сентября 1920    | 16 января 1921         |
| Аристид Бриан                                       | 16 января 1921      | 15 января 1922         |
| Раймон Пуанкаре                                     | 15 января 1922      | 9 июня 1924            |
| Эдмон Лефевр дю Прей                                | 9 июня 1924         | 14 июня 1924           |
| Эдуар Эррио                                         | 14 июня 1924        | 17 апреля 1925         |
| Аристид Бриан                                       | 17 апреля 1925      | 19 июля 1926           |
| Эдуар Эррио                                         | 19 июля 1926        | 23 июля 1926           |
| Аристид Бриан                                       | 23 июля 1926        | 14 января 1932         |
| Пьер Лаваль                                         | 14 января 1932      | 20 февраля 1932        |
| Андре Тардьё                                        | 20 февраля 1932     | 3 июня 1932            |
| Эдуар Эррио                                         | 3 июня 1932         | 18 декабря 1932        |
| Жозеф Поль-Бонкур                                   | 18 декабря 1932     | 30 января 1934         |
| Эдуар Даладье                                       | 30 января 1934      | 9 февраля 1934         |
| Луи Барту                                           | 9 февраля 1934      | 9 октября 1934         |
| Пьер Лаваль                                         | 13 октября 1934     | 24 января 1936         |
| Пьер-Этьен Фланден                                  | 24 января 1936      | 4 июня 1936            |
| Ивон Дельбос                                        | 4 июня 1936         | 13 марта 1938          |
| Жозеф Поль-Бонкур                                   | 13 марта 1938       | 10 апреля 1938         |
| Жорж Бонне                                          | 10 апреля 1938      | 13 сентября 1939       |
| Эдуар Даладье                                       | 13 сентября 1939    | 21 марта 1940          |
| Поль Рейно                                          | 21 марта 1940       | 18 мая 1940            |
| Эдуар Даладье                                       | 18 мая 1940         | 5 июня 1940            |
| Поль Рейно                                          | 5 июня 1940         | 16 июня 1940           |
| Поль Бодуэн                                         | 16 июня 1940        | 28 октября 1940        |
| Пьер Лаваль                                         | 28 октября 1940     | 13 декабря 1940        |
| Пьер-Этьен Фланден                                  | 13 декабря 1940     | 9 февраля 1941         |
| Франсуа Дарлан                                      | 10 февраля 1941     | 18 апреля 1942         |
| Пьер Лаваль                                         | 18 апреля 1942      | 20 августа 1944        |
| Комиссары Свободной Франции                         |                     |                        |
| Морис Дежан                                         | 24 сентября 1941    | 17 октября 1942        |
| Рене Плевен                                         | 17 октября 1942     | 5 февраля 1943         |
| Комиссары ФКНО                                      |                     |                        |
| Рене Массильи                                       | 5 февраля 1943      | 10 сентября 1944       |
| Министры                                            |                     |                        |
| Жорж Бидо                                           | 10 сентября 1944    | 16 декабря 1946        |
| Леон Блюм                                           | 16 декабря 1946     | 22 января 1947         |
| Жорж Бидо                                           | 22 января 1947      | 26 июля 1948           |
| Робер Шуман                                         | 26 июля 1948        | 8 января 1953          |
| Жорж Бидо                                           | 8 января 1953       | 19 июня 1954           |
| Пьер Мендес-Франс                                   | 19 июня 1954        | 20 января 1955         |
| Эдгар Фор                                           | 20 января 1955      | 23 февраля 1955        |
| Антуан Пине                                         | 23 февраля 1955     | 1 февраля 1956         |
| Кристиан Пино                                       | 1 февраля 1956      | 14 мая 1958            |
| Рене Плевен                                         | 14 мая 1958         | 1 июня 1958            |
| Морис Кув де Мюрвиль                                | 1 июня 1958         | 30 мая 1968            |
| Мишель Дебре                                        | 30 мая 1968         | 22 июня 1969           |
| Морис Шуман                                         | 22 июня 1969        | 15 марта 1973          |
| Андре Беттанкур                                     | 15 марта 1973       | 4 апреля 1973          |
| Мишель Жобер                                        | 4 апреля 1973       | 28 мая 1974            |
| Жан Сованьярг                                       | 28 мая 1974         | 27 августа 1976        |
| Луи де Гиренго                                      | 27 августа 1976     | 29 ноября 1978         |
| Жан Франсуа-Понсе                                   | 29 ноября 1978      | 22 мая 1981            |
| Клод Шессон                                         | 22 мая 1981         | 7 декабря 1984         |
| Ролан Дюма                                          | 7 декабря 1984      | 20 марта 1986          |
| Жан-Бернар Рэмон                                    | 20 марта 1986       | 12 мая 1988            |
| Ролан Дюма                                          | 12 мая 1988         | 29 марта 1993          |
| Ален Жюппе                                          | 29 марта 1993       | 18 мая 1995            |
| Эрве де Шаретт                                      | 18 мая 1995         | 4 июня 1997            |
| Юбер Ведрин                                         | 4 июня 1997         | 7 мая 2002             |
| Доминик де Вильпен                                  | 7 мая 2002          | 31 марта 2004          |
| Мишель Барнье                                       | 31 марта 2004       | 2 июня 2005            |
| Филипп Дуст-Блази                                   | 2 июня 2005         | 15 мая 2007            |
| Бернар Кушнер                                       | 17 мая 2007         | 13 ноября 2010         |
| Мишель Аллио-Мари                                   | 14 ноября 2010      | 27 февраля 2011        |
| Ален Жюппе                                          | 27 февраля 2011     | 10 мая 2012            |
| Лоран Фабиус                                        | 16 мая 2012         | 11 февраля 2016        |
| Жан-Марк Эро                                        | 11 февраля 2016     | 17 мая 2017            |
| Жан-Ив Ле Дриан                                     | 17 мая 2017         | 20 мая 2022            |
| Катрин Колонна                                      | 20 мая 2022         | 11 января 2024         |
| Стефан Сежурне                                      | 11 января 2024      | 21 сентября 2024       |
| Жан-Ноэль Барро                                     | 21 сентября 2024    |                        |